# Nativisme (politique)
Pour les articles homonymes, voir nativisme.
Le nativisme est un mouvement et une idéologie politique d'origine américaine rencontrés dans certains pays soumis à une nouvelle immigration et qui s'y opposent. La distinction est faite dans ces mouvements entre les personnes immigrantes et les personnes nées sur le territoire, parfois à l'échelle de plusieurs générations.

## États-Unis
Les États-Unis sont le berceau du nativisme qui se développe à partir de 1720, où les « White Anglo-Saxon Protestant », se proclamant les descendants des « Pilgrim fathers », s’opposent aux autres migrants européens (ex : les Italiens catholiques) et à toute mesure améliorant le statut des esclaves afro-américains,,. Le nativisme s'est notamment manifesté dans divers mouvements comme le second Ku Klux Klan et le mouvement Know Nothing, une organisation qui prônait les discriminations contre les catholiques et les immigrants. Il s'est également opposé à l'adoption du projet Wagner-Rogers, en 1939, qui tentait de sauver 20 000 enfants juifs menacés par l'Allemagne nazie,. L'universitaire Cas Mudde s'est questionné pour savoir si le président Donald Trump serait un nativiste,. Rachel Kleinfeld et John Dickas, de la Fondation Carnegie pour la paix internationale, font état d'un renouveau du nativisme aux  États-Unis.

## France
Le politologue Jean-Yves Camus écrit, en février 2015, que le programme du Front national français tiendrait du « nativisme » plutôt que du racisme ou de la xénophobie.